# Corydalis uniflora
Corydalis uniflora är en vallmoväxtart som först beskrevs av Franz e Wilhelm Sieber, och fick sitt nu gällande namn av Carl Fredrik Nyman. Corydalis uniflora ingår i släktet nunneörter, och familjen vallmoväxter. Inga underarter finns listade i Catalogue of Life.